# Stefano Baldini
Stefano Baldini, född 25 maj 1971 i Castelnovo di Sotto, italiensk friidrottare vars specialitet är maraton.
Baldinis genombrott kom när han 1990 blev sexa vid VM för juniorer på 5 000 meter. Han deltog vid VM 1995 i Göteborg på 10 000 meter men slutade där först på en artonde plats. Vid Olympiska sommarspelen 1996 deltog han på både 5 000 meter och 10 000 meter. På den kortare distansen blev han utslagen redan i försöken och den längre slutade han åter på en 18:e plats. 
Samma år deltog han i VM i Halvmaraton där han vann guld på tiden 1:01.17. Vid VM 1997 var han i final på 10 000 meter men slutade på en nionde plats. Vid EM 1998 deltog han i maraton och vann guld.
Han deltog även vid VM 2001 på maraton och slutade då på en tredje plats. Vid EM 2002 valde han att tävla på 10 000 meter och blev då fyra på tiden 27.50,98. Vid VM 2003 valde han åter att springa maraton och blev åter bronsmedaljör denna gång på tiden 2.09,14.
Han deltog vid Olympiska sommarspelen 2004 där han blev guldmedaljör i maraton. Tävlingen blev dramatisk Vanderlei de Lima var länge i ledningen i tävlingen men vid 35 kilometersmarkeringen blev han stoppad av Cornelius Horan en f.d irländsk präst som är känd för att göra skandaler. De Lima blev efter händelsen passerad först av Baldini och sedan av Mebrahtom Keflezighi precis innan mål.
Baldini deltog även vid EM 2006 där han blev mästare i maraton på tiden 2:11.32. Han tävlade vid Olympiska sommarspelen 2008 där han inte lyckades försvara sitt guld utan slutade på en tolfte plats på tiden 2:13.25.

## Personliga rekord
- 5 000 meter - 13.23,43
- 10 000 meter - 27.43,98
- Halvmaraton - 1:00.50
- Maraton - 2:07.22